# Diecezja Portsmouth (anglikańska)
Diecezja Portsmouth (ang. Diocese of Portsmouth) – diecezja Kościoła Anglii w metropolii Canterbury, obejmująca południowo-wschodnią część hrabstwa Hampshire oraz wyspę (i zarazem hrabstwo) Wight. Powstała 1 maja 1927 roku w wyniku wyłączenia części terytorium z diecezji Winchesteru. 
Diecezja nie posiada biskupów pomocniczych. Biskup diecezjalny, obecnie Christopher Foster, wspierany jest przez trzech archidiakonów, będących prezbiterami.